# Sœurs de la charité dominicaines de la Présentation
Les Sœurs de la charité dominicaines de la Présentation (en latin Institutum Sorores Dominicanae Caritatis a Praesentatione Beatae Mariae Virginis) est une congrégation religieuse féminine hospitalière et enseignante de droit pontifical. 

## Histoire
Face à la misère des campagnes, Marie Poussepin, tertiaire dominicaine, fonde en 1696 à Sainville une communauté sous la règle du Tiers-Ordre dominicain pour instruire la jeunesse et servir les malades. C'est une innovation car à l'époque les femmes membres d'un Tiers-Ordre peuvent être célibataires, mariées ou veuves et font partie d'une fraternité mais celles qui vivent en communauté avec une supérieure sont dans des monastères sous clôture religieuse. 
Marie Poussepin place sa communauté et la chapelle des sœurs sous le vocable de la Présentation de Marie, un mystère particulièrement lié aux dominicains. Le 14 mars 1724, Louis XV envoie les lettres patentes qui donnent une existence légale à la communauté de la charité de Sanville. Charles-François des Montiers de Mérinville, évêque de Chartres, reconnaît la congrégation le 5 mars 1738 mais refuse l'affiliation avec l'ordre dominicain.
L'institut reçoit le décret de louange du pape Léon XIII le 25 juillet 1885, l'approbation définitive est donné par Léon XIII le 30 mai 1887 et leurs constitutions sont approuvées par le pape Pie XI le 13 mai 1928 ; la congrégation est agrégée à l'ordre dominicain le 15 décembre 1959.

## Fusion
Plusieurs congrégations ont fusionné avec les dominicaines de la Présentation:
- 1932 : Hospitalières de sainte Marthe fondées le 2 juillet 1680 par des Hospitalières de Sainte-Marthe de Beaune pour s'occuper des hospices de Seurre[5].
- 1943 : Filles de sainte Anne fondées à Feugarolles le 1er avril 1829 par Marguerite-Adélaïde d'Imbert pour l'instruction de la jeunesse et le soin des malades[6].
- 1954 : Les Sœurs de Notre-Dame de la Présentation fondées le 6 janvier 1818 à Manosque par l'abbé Jean-Joseph Proal(1788-1837)[7]et Madeleine Jaussaud (1787-1840) en religion mère sainte Thérèse, dans le but d'instruire les jeunes filles au sein de pensionnat. L'institut est approuvé le 6 septembre 1823 par Bienvenu de Miollis, évêque de Digne et reconnu par ordonnance royale du 7 juin 1826. Le fondateur donne aux sœurs la règle de saint Augustin et rédige les constitutions qui sont approuvées le 29 janvier 1828 par l'évêque de Digne[8].
- 1966 : Sœurs de Notre-Dame des Anges fondées le 25 mars 1854 à Paris par l'abbé Charles Bayle (1829-1862), sulpicien, pour prendre soin des orphelins dont les parents étaient morts, victimes de la troisième pandémie de choléra[9].
- 2004 : Dominicaines du Rosaire fondées à Rettel en 1875 par Agnès Mathis des cinq plaies[10].
- 2021 : Petites sœurs dominicaines fondées en 1876 à Beaune par Victor Chocarne (1824-1887) et Marguerite de Blic (1833-1921) pour le soin à domicile des malades. Elles sont d'abord membres du Tiers-Ordre dominicain en 1877 et ouvrent leur première maison à Beaune en 1879 prenant le nom de dominicaines du saint Enfant Jésus. En 1893, elles ajoutent le titre garde-malades des pauvres puis adoptent le nom de Petites sœurs dominicaines en 1951. L'institut est agrégé à l'ordre des Prêcheurs le 13 mars 1880 ; il reçoit le décret de louange le 15 juillet 1908[11]. Elles fusionnent le 8 août 2021[12].
  - Les Dominicaines missionnaires du Sacré-Cœur fondées en 1899 par sœur Béranger pour le soin des malades. Cette congrégation est absorbée par les Petites sœurs dominicaines en 1978[13].
- 2023 : Dominicaines Missionnaires de Fichermont (Belgique) fondées en 1920 par sœur Marie-Aimée du Christ crucifié pour les missions au Congo[14].

## Activités et diffusion
Les sœurs de la charité dominicaines se consacrent surtout aux soins des malades et aux jeunes enfants dans les hôpitaux, cliniques, centre contre la lèpre, orphelinats, écoles maternelles. Elles sont actives principalement dans les pays en développement.
Elles sont présentes en:
- Europe : France, Belgique, Espagne, Italie, Angleterre.
- Afrique : Burkina Faso, Cameroun, Côte d'Ivoire, Congo, Tchad.
- Antilles : Cuba, République dominicaine,  Haïti,  Porto Rico.
- Amérique du Nord : Antilles néerlandaises, États-Unis, Mexique.
- Amérique centrale : Guatemala, Honduras,  Nicaragua, Panama, Salvador.
- Amérique du Sud : Bolivie, Brésil, Chili, Colombie, Équateur, Paraguay, Pérou,  Uruguay, Venezuela.
- Asie de l'Ouest : Irak, Israël, Jordanie, Liban.
- Asie de l'Est et du Sud : Corée du Sud, Inde, Philippines.

En 2017, la congrégation comptait 2 106 religieuses dans 288 maisons.